# École Nicolas-Hulot pour la nature et l'homme
L’école de la nature est un centre de sensibilisation et d’éducation sur la biodiversité, s’inscrivant dans une démarche de développement durable. Elle est fondée en 2004. Sa vocation est de permettre à chacun de devenir un citoyen responsable et acteur de la préservation de son environnement, pleinement conscient que le futur de l’humanité est fortement conditionné par le respect de la biodiversité. Elle fait partie du Pôle Branféré qui regroupe l'école et le Parc animalier et botanique de Branféré[source insuffisante].

## Présentation du concept

### Un projet né de la volonté de deux fondations
C’est à la fin des années 1990 que naît le projet d’une école vouée à la protection de la biodiversité. La Fondation pour la nature et l'homme désire créer en France un centre d’éducation à l’environnement, tandis que la Fondation de France cherche à renforcer l’axe éducatif du Parc animalier et botanique de Branféré. Les deux fondations se rapprochent alors pour implanter, dans le cadre du Parc animalier et botanique de Branféré, la première école de la nature en France.
Par volonté de cohérence, le bâtiment  qui héberge l'école est conçu selon les critères Haute qualité environnementale[source insuffisante]. Partenaires de ce projet, la Communauté de Communes du Pays de Muzillac, en qualité de maître d’ouvrage de l’opération, l’État, la Région Bretagne, le département du Morbihan, l'Ademe, l'Agence de l'eau, le Pays de Vannes, financent avec de nombreuses entreprises privées partenaires, cet outil pédagogique au service de l‘écologie[source insuffisante]. Pour mener à bien ses missions, des liens sont établis avec le tissu local et les réseaux d'Éducation à l'Environnement. Le ministère de l'Éducation nationale y a détaché deux enseignants, qui travaillent aux côtés de six permanent[source insuffisante].

### Mission
L’école de la nature développe des activités pédagogiques et des animations qui poursuivent cinq objectifs[source insuffisante] :
- découvrir, connaître et protéger le vivant, dans une perspective de développement durable ;
- sensibiliser les jeunes et les adultes à la place de l’Homme dans le monde du vivant et à la responsabilité qui lui incombe ;
- permettre à chacun de réaliser que le futur de l’humanité est conditionné au respect de la biodiversité ;
- favoriser l’apprentissage de gestes écocitoyens simples à appliquer au quotidien (tri des déchets, économie d’eau, alimentation, choix de consommation, respect des espèces…).
- respecter et accepter l'autre, l'humain faisant partie intégrante de la biodiversité.

## Axes de développement
Diverses activités sont proposées aux enfants dans un cadre scolaire comme dans celui des loisirs éducatifs[source insuffisante].
Des séminaires sont également assurées pour les adultes ou le public professionnel en pleine immersion dans le Parc animalier et botanique de Branféré et dans la nature environnante.

### Sorties et séjours
Dans le cadre scolaire, l'école de la nature accueille les élèves de toute la France et leurs enseignants, pour des séjours hébergés type « classes de découverte », des séjours non hébergés ou encore des activités à la journée[source insuffisante].

### Séjours de vacances à thème
En dehors du cadre scolaire, l'école propose aux enfants de 8 à 17 ans, des « écocolonies » de vacances agréées « Jeunesse et Sports ». Ces colonies de vacances proposent de découvrir la nature environnante et le Parc animalier et botanique de Branféré. Les activités proposées peuvent être : immersion en forêt, explorateur nature, animalier en herbe, ou coulisses du parc.

### Formations à l'animation
L'École de la Nature propose aussi des formations pour les adultes dans le secteur de l'animation. Trois formations sont réalisables dans ce centre d'éducation à l'environnement : le BAFA, le BAFA approfondissement ou encore le BAFD.

### Animations pédagogiques
L’école de la nature organise des animations pour sensibiliser les visiteurs du Parc de Branféré à la protection de l'environnement. À ce titre, la conception d'écoguides et d'espaces de sensibilisation permet d'informer le public sur les grands défis de la biodiversité. En partenariat avec l'université de Bretagne-Sud dans le cadre de la licence professionnelle « Conduite de projet en éco-construction et éco-matériaux », un pôle « éco-habitat » apporte des informations en matière de conception écologique. En parallèle, chaque année dans le cadre de la Fête de la Nature, sont mises en place les Rencontres de Branféré. Elles s'articulent autour de trois composantes: les ateliers nature, les expositions et les spectacles nature.